# Squadra giapponese di Coppa Davis
La squadra giapponese di Coppa Davis (デビスカップ日本代表) rappresenta il Giappone nella Coppa Davis, ed è posta sotto l'egida dalla Associazione tennistica giapponese.
La squadra partecipa alla competizione dal 1921, e vanta un secondo posto nell'edizione del 1921, quando nella finale venne sconfitta per 5-0 a New York dagli Stati Uniti.

## Organico 2024
Vengono di seguito illustrati i convocati per ogni singolo turno della Coppa Davis 2013. A sinistra dei nomi la nazione affrontata e il risultato finale. Fra parentesi accanto ai nomi, il ranking del giocatore nel momento della disputa degli incontri (la "d" indica che il ranking corrisponde alla specialità del doppio).
| Gruppo Mondiale I - Playoff | Gruppo Mondiale I - Playoff                                                                                   |
| Libano (3-1)                | Yoshihito Nishioka (84) Yosuke Watanuki (113) Shintarō Mochizuki (138) Rei Sakamoto (952) Kaito Uesugi (1148) |
| --------------------------- | --- |

| Gruppo Mondiale I - Turno principale | Gruppo Mondiale I - Turno principale                                                                        |
| Colombia (3-1)                       | Yoshihito Nishioka (54) Tarō Daniel (92) Shintarō Mochizuki (146) Kei Nishikori (205) Yosuke Watanuki (338) |
| ------------------------------------ | --- |

## Risultati
= Incontro del Gruppo Mondiale

### 2010-2019
| Anno | Turno                          | Data            | Sede             | Avversario           | Punteggio | Esito     |
| ---- | ------------------------------ | --------------- | ---------------- | -------------------- | --------- | --------- |
| 2010 | Gruppo I, 1º turno             | 5-7 marzo       | Osaka (JPN)      | Filippine            | 5–0       | Vittoria  |
| 2010 | Gruppo I, Playoff 2º turno     | 7-9 maggio      | Brisbane (AUS)   | Australia            | 0–5       | Sconfitta |
| 2011 | Gruppo I, 1º turno             | 4-6 marzo       | Lapu-Lapu (PHI)  | Filippine            | 3–1       | Vittoria  |
| 2011 | Gruppo I, 2º turno             | 8-10 luglio     | Kōbe (JPN)       | Uzbekistan           | 4–1       | Vittoria  |
| 2011 | Spareggi Gruppo Mondiale       | 16-18 settembre | Tokyo (JPN)      | India                | 4–1       | Vittoria  |
| 2012 | Gruppo Mondiale, 1º turno      | 10-12 febbraio  | Kōbe (JPN)       | Croazia              | 2–3       | Sconfitta |
| 2012 | Spareggi Gruppo Mondiale       | 14-16 settembre | Tokyo (JPN)      | Israele              | 2–3       | Sconfitta |
| 2013 | Gruppo I, 1º turno             | 1-3 febbraio    | Tokyo (JPN)      | Indonesia            | 5–0       | Vittoria  |
| 2013 | Gruppo I, 2º turno             | 5-7 aprile      | Tokyo (JPN)      | Corea del Sud        | 3–2       | Vittoria  |
| 2013 | Spareggi Gruppo Mondiale       | 13-15 settembre | Tokyo (JPN)      | Colombia             | 3–2       | Vittoria  |
| 2014 | Gruppo Mondiale, 1º turno      | 31 gen.-2 feb.  | Tokyo (JPN)      | Canada               | 4–1       | Vittoria  |
| 2014 | Gruppo Mondiale, Quarti        | 4-6 aprile      | Tokyo (JPN)      | Rep. Ceca            | 0–5       | Sconfitta |
| 2015 | Gruppo Mondiale, 1º turno      | 6-8 marzo       | Vancouver (CAN)  | Canada               | 2–3       | Sconfitta |
| 2015 | Spareggi Gruppo Mondiale       | 18-20 settembre | Pereira (COL)    | Colombia             | 3–2       | Vittoria  |
| 2016 | Gruppo Mondiale, 1º turno      | 4-6 marzo       | Birmingham (GBR) | Regno Unito          | 1–3       | Sconfitta |
| 2016 | Spareggi Gruppo Mondiale       | 16-18 settembre | Osaka (JPN)      | Ucraina              | 5–0       | Vittoria  |
| 2017 | Gruppo Mondiale, 1º turno      | 3-5 febbraio    | Tokyo (JPN)      | Francia              | 1–4       | Sconfitta |
| 2017 | Spareggi Gruppo Mondiale       | 15-17 settembre | Osaka (JPN)      | Brasile              | 3–1       | Vittoria  |
| 2018 | Gruppo Mondiale, 1º turno      | 2-4 febbraio    | Morioka (JPN)    | Italia               | 1–3       | Sconfitta |
| 2018 | Spareggi Gruppo Mondiale       | 14-16 settembre | Nishi-ku (JPN)   | Bosnia ed Erzegovina | 4–0       | Vittoria  |
| 2019 | Qualificazioni Gruppo Mondiale | 1-2 febbraio    | Canton (CHN)     | Cina                 | 3–2       | Vittoria  |
| 2019 | Gruppo Mondiale, Round Robin   | 19 novembre     | Madrid (ESP)     | Francia              | 1–2       | Sconfitta |
| 2019 | Gruppo Mondiale, Round Robin   | 20 novembre     | Madrid (ESP)     | Serbia               | 0–3       | Sconfitta |

### 2020-2029
| Anno | Turno                               | Data            | Sede              | Avversario | Punteggio | Esito     |
| ---- | ----------------------------------- | --------------- | ----------------- | ---------- | --------- | --------- |
| 2021 | Qualificazioni Gruppo Mondiale      | 6-7 marzo       | Miki (JPN)        | Ecuador    | 0–3       | Sconfitta |
| 2021 | Gruppo Mondiale I, Turno principale | 5-6 marzo       | Islamabad (PAK)   | Pakistan   | 1–3       | Vittoria  |
| 2022 | Qualificazioni Gruppo Mondiale      | 4-5 marzo       | Helsingborg (SWE) | Svezia     | 2–3       | Sconfitta |
| 2022 | Gruppo Mondiale I, Turno principale | 16-17 settembre | Tashkent (UZB)    | Uzbekistan | 1–3       | Sconfitta |
| 2023 | Gruppo Mondiale I, Playoff          | 4-5 febbraio    | Miki (JPN)        | Polonia    | 4–0       | Vittoria  |
| 2023 | Gruppo Mondiale I, Turno principale | 16-17 settembre | Tel Aviv (ISR)    | Israele    | 2–3       | Sconfitta |
| 2024 | Gruppo Mondiale I, Playoff          | 2-3 febbraio    | Il Cairo (EGY)    | Libano     | 3–1       | Vittoria  |
| 2024 | Gruppo Mondiale I, Turno principale | 14-15 settembre | Tokyo (JPN)       | Colombia   | 3–1       | Vittoria  |

## Statistiche giocatori
Di seguito la classifica dei tennisti giapponesi con almeno una partecipazione in Coppa Davis, ordinati in base al numero di vittorie. In caso di parità si tiene conto del maggior numero di incontri disputati; in caso di ulteriore parità viene dato più valore agli incontri in singolare; come quarto e ultimo criterio viene considerata la data d'esordio. In grassetto quelli tuttora in attività.

Aggiornato alla Coppa Davis 2025 (Giappone-Gran Bretagna 3-2).
| #  | Tennista           | Singolare | Doppio | Totale |
| -- | ------------------ | --------- | ------ | ------ |
| 1  | Takao Suzuki       | 27-12     | 14-11  | 41-23  |
| 2  | Koji Watanabe      | 18-11     | 10-5   | 28-16  |
| 3  | Tsuyoshi Fukui     | 27-12     | 1-2    | 28-14  |
| 4  | Takeichi Harada    | 19-4      | 8-8    | 27-12  |
| 5  | Gō Soeda           | 24-11     | 2-2    | 26-13  |
| 6  | Gouichi Motomura   | 21-16     | 3-1    | 24-17  |
| 7  | Shūzō Matsuoka     | 21-10     | 2-3    | 23-13  |
| 8  | Jiro Satoh         | 14-4      | 8-2    | 22-6   |
| 9  | Kei Nishikori      | 19-4      | 3-0    | 22-4   |
| 10 | Kenichi Hirai      | 11-4      | 10-8   | 21-12  |
| 11 | Toshiro Sakai      | 15-12     | 5-5    | 20-17  |
| 12 | Jun Kamiwazumi     | 12-8      | 8-8    | 20-16  |
| 13 | Osamu Ishiguro     | 15-16     | 4-3    | 19-19  |
| 14 | Atsushi Miyagi     | 12-12     | 6-9    | 18-21  |
| 15 | Kōsei Kamo         | 11-9      | 3-6    | 14-15  |
| 16 | Satoshi Iwabuchi   | 2-1       | 11-8   | 13-9   |
| 17 | Yoshihito Nishioka | 12-4      | 1-2    | 13-6   |
| 18 | Zenzō Shimizu      | 9-8       | 3-5    | 12-13  |
| 19 | Yoshiro Ota        | 12-8      | 0-1    | 12-9   |
| 20 | Shigeyuki Nishio   | 6-5       | 5-2    | 11-7   |
| 21 | Jun Kuki           | 11-6      | 0-0    | 11-6   |
| 22 | Yūichi Sugita      | 8-6       | 1-5    | 9-11   |
| 23 | Yasufumi Yamamoto  | 9-5       | 0-0    | 9-5    |
| 24 | Ryōsuke Nunoi      | 6-2       | 3-1    | 9-3    |
| 25 | Tatsuma Itō        | 7-7       | 1-5    | 8-12   |
| 26 | Jiro Yamagishi     | 6-6       | 2-4    | 8-10   |
| 27 | Tarō Daniel        | 8-7       | 0-0    | 8-7    |
| 28 | Ichizo Konishi     | 8-4       | 0-0    | 8-4    |
| 29 | Keishiro Yanagi    | 8-3       | 0-0    | 8-3    |
| 30 | Tsumio Tawara      | 5-2       | 3-1    | 8-3    |
| 31 | Thomas Shimada     | 0-0       | 7-9    | 7-9    |
| 32 | Hitoshi Shirato    | 3-3       | 4-4    | 7-7    |
| 33 | Teizo Toba         | 4-2       | 3-2    | 7-4    |
| 34 | Shozo Shiraishi    | 6-7       | 0-0    | 6-7    |
| 35 | Hyotare Sato       | 6-2       | 0-0    | 6-2    |

| #  | Tennista              | Singolare | Doppio | Totale |
| -- | --------------------- | --------- | ------ | ------ |
| 36 | Michio Fujii          | 3-0       | 3-2    | 6-2    |
| 37 | Yasutaka Uchiyama     | 2-3       | 3-13   | 5-16   |
| 38 | Tamino Abe            | 0-4       | 5-4    | 5-8    |
| 39 | Yosuke Watanuki       | 3-2       | 2-3    | 5-5    |
| 40 | Toru Yonezawa         | 1-0       | 4-5    | 5-5    |
| 41 | Ichiya Kumagae        | 4-2       | 1-2    | 5-4    |
| 42 | Toshihisa Tsuchihashi | 5-3       | 0-0    | 5-3    |
| 43 | Isao Watanabe         | 1-0       | 4-3    | 5-3    |
| 44 | Isao Kobayashi        | 4-2       | 1-0    | 5-2    |
| 45 | Takeo Kuwabara        | 5-1       | 0-0    | 5-1    |
| 46 | Shinichi Sakamoto     | 2-2       | 2-2    | 4-4    |
| 47 | Sochio Kato           | 2-1       | 2-0    | 4-1    |
| 48 | Toshihide Matsui      | 2-0       | 2-1    | 4-1    |
| 49 | Fumiteru Nakano       | 2-6       | 1-4    | 3-10   |
| 50 | Ben McLachlan         | 0-0       | 3-7    | 3-7    |
| 51 | Eiji Takeuchi         | 1-2       | 2-4    | 3-6    |
| 52 | Hideki Kaneko         | 3-4       | 0-0    | 3-4    |
| 53 | Hideo Nishimura       | 2-2       | 1-2    | 3-4    |
| 54 | Yaoki Ishii           | 3-2       | 0-0    | 3-2    |
| 55 | Shō Shimabukuro       | 2-2       | 1-0    | 3-2    |
| 56 | Kiyoshi Tanabe        | 1-2       | 2-0    | 3-2    |
| 57 | Minoru Kawachi        | 1-1       | 2-1    | 3-2    |
| 58 | Yoshihisa Shibata     | 1-0       | 2-2    | 3-2    |
| 59 | Takao Yamamoto        | 3-0       | 0-0    | 3-0    |
| 60 | Yuji Tezuka           | 1-0       | 2-0    | 3-0    |
| 61 | Tatsuyoshi Miki       | 0-0       | 3-0    | 3-0    |
| 62 | Sunao Okamoto         | 2-2       | 0-2    | 2-4    |
| 63 | Masao Nagasaki        | 0-2       | 2-2    | 2-4    |
| 64 | Ryuso Tsujino         | 0-2       | 2-2    | 2-4    |
| 65 | Masanosuke Fukuda     | 2-3       | 0-0    | 2-3    |
| 66 | Shigeru Ota           | 1-1       | 1-2    | 2-3    |
| 67 | Takahiro Terachi      | 0-1       | 2-2    | 2-3    |
| 68 | Junzo Kawamori        | 0-0       | 2-2    | 2-2    |
| 69 | Susumu Matsuura       | 2-1       | 0-0    | 2-1    |
| 70 | Yuzuru Furuta         | 2-0       | 0-0    | 2-0    |

| #  | Tennista             | Singolare | Doppio | Totale |
| -- | -------------------- | --------- | ------ | ------ |
| 71 | Kaichi Uchida        | 2-0       | 0-0    | 2-0    |
| 72 | Mitsuru Motoi        | 1-0       | 1-0    | 2-0    |
| 73 | Shintarō Mochizuki   | 0-3       | 1-1    | 1-4    |
| 74 | Tetsuya Sato         | 0-1       | 1-2    | 1-3    |
| 75 | Haruo Nakano         | 0-2       | 1-0    | 1-2    |
| 76 | Eduardo Furusho      | 0-1       | 1-1    | 1-2    |
| 77 | Takeshi Koura        | 0-0       | 1-2    | 1-2    |
| 78 | Jiro Fukijura        | 1-1       | 0-0    | 1-1    |
| 79 | Seiichirō Kashio     | 0-0       | 1-1    | 1-1    |
| 80 | Kaito Uesugi         | 0-0       | 1-1    | 1-1    |
| 81 | Tunetake Okadome     | 1-0       | 0-0    | 1-0    |
| 82 | Seikichi Suga        | 1-0       | 0-0    | 1-0    |
| 83 | Yuta Shimizu         | 1-0       | 0-0    | 1-0    |
| 84 | Akira Ichiyama       | 0-0       | 1-0    | 1-0    |
| 85 | Hidesaburo Kuromatsu | 0-0       | 1-0    | 1-0    |
| 86 | Jiro Kumamaru        | 0-3       | 0-1    | 0-4    |
| 87 | Kaoru Maruyama       | 0-2       | 0-0    | 0-2    |
| 88 | Hidehiko Tanizawa    | 0-2       | 0-0    | 0-2    |
| 89 | Jun Kato             | 0-1       | 0-1    | 0-2    |
| 90 | Masayoshi Takeyari   | 0-0       | 0-2    | 0-2    |
| 91 | Masanobu Kimura      | 0-1       | 0-0    | 0-1    |
| 92 | Goro Fukijura        | 0-0       | 0-1    | 0-1    |
| 93 | Toshiyuki Tsuji      | 0-0       | 0-1    | 0-1    |
| 94 | Kiyotaka Tachibana   | 0-0       | 0-1    | 0-1    |
| 95 | Kenichi Kiyomiya     | 0-0       | 0-1    | 0-1    |
| 96 | Hiroki Kondo         | 0-0       | 0-1    | 0-1    |
| 97 | Hiroki Moriya        | 0-0       | 0-1    | 0-1    |
| 98 | Yuzuki Takeru        | 0-0       | 0-1    | 0-1    |

## Andamento
La seguente tabella riflette l'andamento della squadra dal 1990 ad oggi.
| Pos.           | 90 | 91 | 92 | 93 | 94 | 95 | 96 | 97 | 98 | 99 | 00 | 01 | 02 | 03 | 04 | 05 | 06 | 07 | 08 | 09 | 10 | 11 | 12 | 13 | 14 | 15 | 16 | 17 | 18 | 19 | 21 | 22 | 23 | 24 |
| -------------- | -- | -- | -- | -- | -- | -- | -- | -- | -- | -- | -- | -- | -- | -- | -- | -- | -- | -- | -- | -- | -- | -- | -- | -- | -- | -- | -- | -- | -- | -- | -- | -- | -- | -- |
| Campione       |    |    |    |    |    |    |    |    |    |    |    |    |    |    |    |    |    |    |    |    |    |    |    |    |    |    |    |    |    |    |    |    |    |    |
| Finalista      |    |    |    |    |    |    |    |    |    |    |    |    |    |    |    |    |    |    |    |    |    |    |    |    |    |    |    |    |    |    |    |    |    |    |
| SF             |    |    |    |    |    |    |    |    |    |    |    |    |    |    |    |    |    |    |    |    |    |    |    |    |    |    |    |    |    |    |    |    |    |    |
| QF             |    |    |    |    |    |    |    |    |    |    |    |    |    |    |    |    |    |    |    |    |    |    |    |    |    |    |    |    |    |    |    |    |    |    |
| OF             |    |    |    |    |    |    |    |    |    |    |    |    |    |    |    |    |    |    |    |    |    |    |    |    |    |    |    |    |    |    |    |    |    |    |
| Qualificazioni | x  | x  | x  | x  | x  | x  | x  | x  | x  | x  | x  | x  | x  | x  | x  | x  | x  | x  | x  | x  | x  | x  | x  | x  | x  | x  | x  | x  | x  |    |    |    |    |    |
| Gruppo I       |    |    |    |    |    |    |    |    |    |    |    |    |    |    |    |    |    |    |    |    |    |    |    |    |    |    |    |    |    |    |    |    |    |    |
| Gruppo II      |    |    |    |    |    |    |    |    |    |    |    |    |    |    |    |    |    |    |    |    |    |    |    |    |    |    |    |    |    |    |    |    |    |    |
| Gruppo III     | x  | x  |    |    |    |    |    |    |    |    |    |    |    |    |    |    |    |    |    |    |    |    |    |    |    |    |    |    |    |    |    |    |    |    |
| Gruppo IV      | x  | x  | x  | x  | x  | x  | x  |    |    |    |    |    |    |    |    |    |    |    |    |    |    |    |    |    |    |    |    |    |    |    |    |    |    |    |

Legenda
- Campione: La squadra ha conquistato la Coppa Davis.
- Finalista: La squadra ha disputato e perso la finale.
- SF: La squadra è stata sconfitta in semifinale.
- QF: La squadra è stata sconfitta nei quarti di finale.
- OF: La squadra è stata sconfitta negli ottavi di finale (1º turno). Dal 2019 sostituito dal Round Robin.
- Qualificazioni: La squadra è stata sconfitta al turno di qualificazione. Istituito nel 2019.
- Gruppo I: La squadra ha partecipato al Gruppo I della propria zona di appartenenza.
- Gruppo II: La squadra ha partecipato al Gruppo II della propria zona di appartenenza.
- Gruppo III: La squadra ha partecipato al Gruppo III della propria zona di appartenenza.
- Gruppo IV: La squadra ha partecipato al Gruppo IV della propria zona di appartenenza.
- x: Ove presente, la x indica che in quel determinato anno, il Gruppo in questione non è esistito.